# Cattedrale di San Maurizio (Mirepoix)
L'ex cattedrale di San Maurizio (in francese: cathédrale Saint-Maurice) è il principale luogo di culto della città francese di Mirepoix, nell'Occitania, fino al 1801 sede della diocesi omonima.